# Egyházasgerge
Egyházasgerge (szlovákul: Kostolné Geregany vagy Kostolná Gerga) község Nógrád vármegyében, a Salgótarjáni járásban. A Novohrad-Nógrád UNESCO Globális Geopark települése.

## Fekvése
Salgótarjántól 20 kilométerre északra fekszik, a Karancs északi lejtőjén. A közvetlenül határos települések kelet felől Karancskeszi, dél felől Piliny, nyugat felől pedig Mihálygerge. Északon a határa egybeeik az államhatárral, a legközelebbi település abban az irányban a szlovákiai Romhánypuszta (Lipovany).

### Megközelítése
Közigazgatási területén áthalad a 2205-ös utat és a 21-es főutat összekötő, Litke és Salgótarján között húzódó 2206-os út, de belterülete tekintetében Egyházasgerge mégis zsáktelepülésnek minősül. A faluközpont ugyanis közúton csak a 2206-osból, annak (Litke felől számítva) 5+550-es kilométerszelvényénél dél felé kiágazó, szűk két kilométeres hosszúságú 22 108-as számú mellékúton érhető el.

## Története
Egyházasgerge, vagy Kisgerge a Záh nemzetség egykori birtokaihoz tartozott, a nemzetség tagjai itt 1227-ben már említve voltak. A település neve 1332-ben már szerepelt a pápai tizedjegyzékben is, tehát már ekkor templomos hely volt. Záh Felicián merénylete után az ősi nemzetségi javakat elkobozták tőlük, majd a falut 1335-ben Károly Róbert király az Ákos nemzetségbeli Cselen fia Jánosnak adományozta. Az adománylevélben neve Egyházasgeregye néven szerepelt. 1548-ban Ráday Pál volt a helység birtokosa. Az 1562-1563. évi török kincstári számadáskönyvekben a falu neve Egyházas-Gerge néven szerepelt, a mikor Sehszüvár, a szécsényi szandzsák bég helyettesének a hűbérbirtoka volt, majd 1567-ben már Redzseb aga birtoka volt, aki a budai önkéntes lovasság tisztje volt. 1740-ben a Gyürky család birtoka, 1770-ben pedig már Fáy András zálogbirtoka, majd 1826-ban gróf Ráday Pál, Gyürky Pál és Mocsáry Károly, majd az 1900-as évek elején már Mocsáry Miklós volt a birtokosa.
A falu római katolikus plebániája 1332-ben már fennállt, a templom 1503-ban épült. A templomban az 1900-as évek elején a következő felírásos kő volt látható:
Hoc tibi fundavit suprema regina sacellum ortus Lipthois Ladislaus avis ig (ic) et avos veteres posuit chaos g parentes tuta foret gremio ut turba sepulta tuo huc ades alma dei mater votisque faveto saepius et clemens ad tua templa veni 1503
A község határában feküdt Forró-puszta is, melyről szintén már 1335-ben megemlékeztek az oklevelek.

## Közélete

### Polgármesterei
- 1990–1994: Gordos Árpád (független)[3]
- 1994–1998: László Zoltán (független)[4]
- 1998–2002: László Zoltán (független)[5]
- 2002–2006: Egyed Rezső (független)[6]
- 2006–2010: Egyed Rezső (független)[7]
- 2010–2011: Egyed Rezső (független)[8]
- 2011–2014: Révay Endre (Fidesz-KDNP-Kisgazda Polgári Egyesület)[9]
- 2014–2019: Révay Endre (független)[10]
- 2019–2024: László Viktor (független)[11]
- 2024– : László Viktor (független)[1]

A településen 2011. június 19-én időközi polgármester-választást kellett tartani, az előző polgármester halála miatt. A posztért meglehetősen nagy számú (nem kevesebb, mint hét) jelölt indult, de a győztes aránylag meggyőző fölénnyel nyerte el a polgármesteri pozíciót.

## Népesség
A település népességének változása:
| Lakosok száma | 741  | 732  | 730  | 698  | 688  | 681  | 659  |
|               | 2013 | 2014 | 2015 | 2021 | 2022 | 2023 | 2024 |

2001-ben a település lakosságának 96%-a magyar, 4%-a cigány nemzetiségűnek vallotta magát.
A 2011-es népszámlálás során a lakosok 81,7%-a magyarnak, 8,5% cigánynak, 0,4% németnek mondta magát (18,3% nem nyilatkozott; a kettős identitások miatt a végösszeg nagyobb lehet 100%-nál). A vallási megoszlás a következő volt: római katolikus 64,4%, református 0,5%, felekezeten kívüli 3,8% (30,5% nem nyilatkozott).
2022-ben a lakosság 91,9%-a vallotta magát magyarnak, 16,9% cigánynak, 0,1-0,1% németnek és szlovénnek, 0,6% egyéb, nem hazai nemzetiségűnek (7,4% nem nyilatkozott; a kettős identitások miatt a végösszeg nagyobb lehet 100%-nál). Vallásuk szerint 48,8% volt római katolikus, 1,5% református, 2,3% egyéb keresztény, 0,7% egyéb katolikus, 11,6% felekezeten kívüli (34,7% nem válaszolt).

## Nevezetességei
Római katolikus templom: A szeplőtelen fogantatás tiszteletére szentelt templom hajóját a XIV., szentélyét a XV. században építették késő gótikus stílusban. A XVIII. században - szentélyében reneszánsz pasztofóriummal - részben átalakították.